# Sokołów Małopolski
Sokołów Małopolski – kisváros Lengyelország délkeleti részén, a Kárpátaljai vajdaság Rzeszówi járásában, községi (gmina) székhely. Rzeszówtól 25 km-re északra fekszik, a Sandomierzi-erdőség déli peremén. Közigazgatási területe 15,5 km², 2005-ben 4046 lakosa volt . A városon keresztülhalad a forgalmas 19-es főút (Rzeszów-Nisko).

## Története

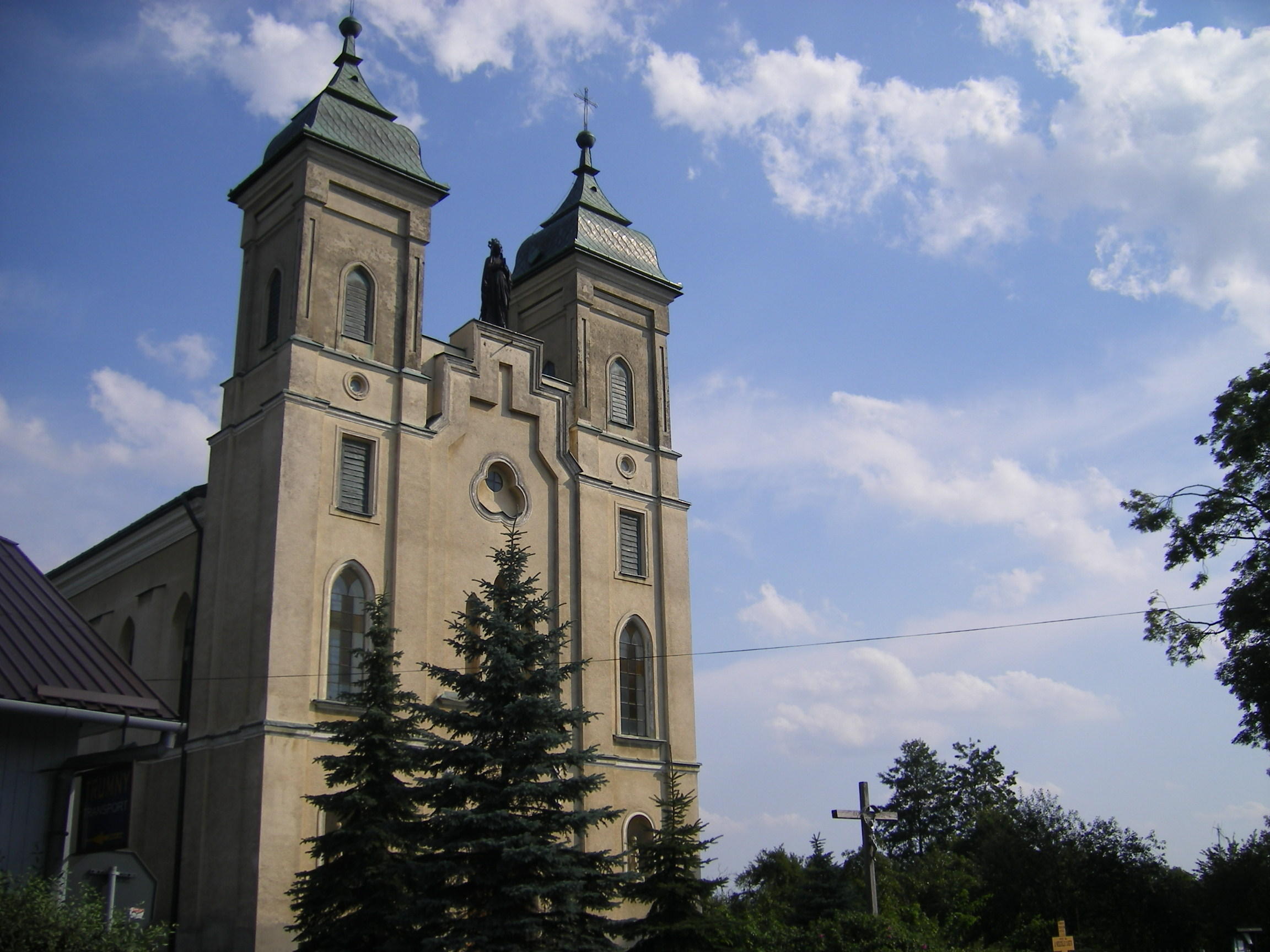
Sokołów Małopolski katolikus temploma

A település fontos kereskedelmi utak (a Krakkói-út és a Duklai-hágó felé vezető Magyar-út) kereszteződésénél jött létre a 14. században. Nevét a sólyomról (sokół) kapta. 1569-ben kapott városi jogokat, ekkoriban a reneszánsz városrendezés elvei alapján alakították ki alaprajzát. 1608-ban a łańcuti Stanisław Stadnicki seregei elpusztították. Később újra kereskedelmi és kisipari központtá nőtte ki magát, jelentős zsidó lakossággal. 1904-ben tűzvész pusztította el. A második világháborúban is súlyos károkat szenvedett.

## Nevezetességek

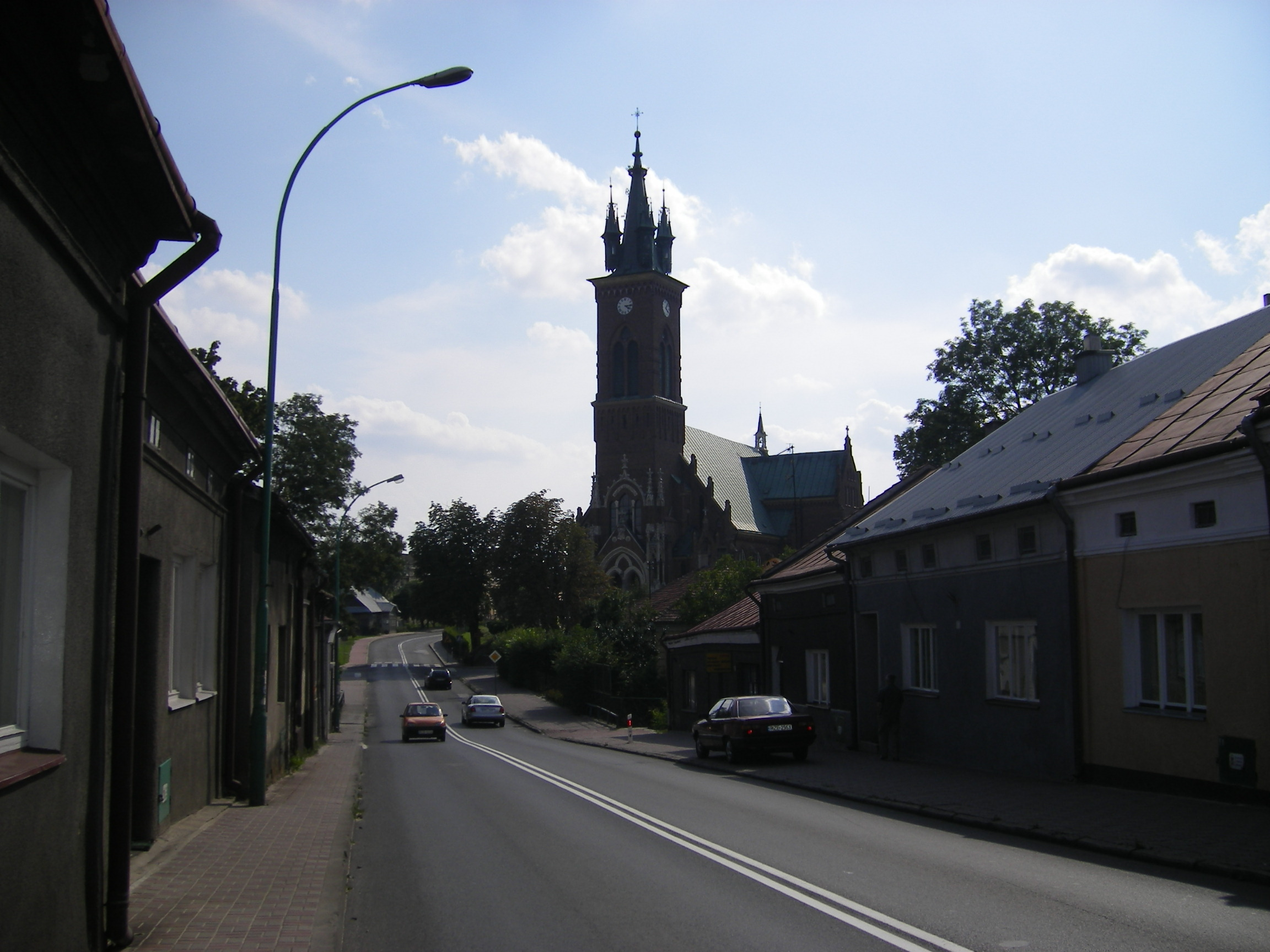
Utcakép a Keresztelő Szent János-templommal

- A városban két katolikus templom található.
- A 19. században épült zsinagóga épülete ma kultúrház és helytörténeti múzeum.

## Sokołówi község
A Sokołów központú községhez (gmina), melynek területe 134 km² és 2005-ben 16 709 lakosa volt, Sokołów Małopolskin kívül 10 falu tartozik (zárójelben a 2005-ös népesség ):
- Górno (2142)
- Kąty Trzebuskie (510)
- Markowizna (437)
- Nienadówka (2876)
- Trzeboś (2429)
- Trzebuska (1075)
- Turza (631)
- Wólka Niedźwiedzka (1877)
- Wólka Sokołowska (686).